# Він вам не Дімон
«Він вам не Дімон» (рос. Он вам не Димон) — документальний фільм та фільм-розслідування 2017 року Фонду боротьби з корупцією російського опозиційного діяча Олексія Навального, опублікований на порталі YouTube 2 березня 2017 року.
У фільмі розповідається про ймовірне нерухоме майно голови Уряду Російської Федерації Дмитра Медведєва. У фільмі стверджується, що Медведєв очолює багаторівневу корупційну схему. На думку авторів фільму, через благодійні фонди та організації, юридично оформлені на довірених осіб Медведєва (у тому числі родичів та однокурсників), він володіє дорогою нерухомістю, яка придбана на гроші олігархів та кредити державних банків.
Як оповідач у фільмі виступив засновник Фонду боротьби з корупцією Олексій Навальний. Раніше він уже розповідав про нерухомість, яка на його думку пов'язана з Медведєвим, опублікувавши 15 вересня 2016 року матеріал «Секретна дача Дмитра Медведєва» про садибу Міловка поблизу міста Плес.
Після виходу фільму Фонд боротьби з корупцією направив заяву до Слідчого комітету із вимогою відкрити кримінальні справи про хабар щодо Дмитра Медведєва та мільярдера Алішера Усманова. Із проханням про перевірку звинувачень Медведєва в корупції до Слідчого комітету звернувся депутат Державної думи від КПРФ Валерій Рашкін, а лідер КПРФ Геннадій Зюганов заявив, що російська влада зобов'язана дати «чітку відповідь».
У зв'язку із відсутністю необхідної реакції з боку російської влади на розслідування, за закликом Олексія Навального, тисячі людей у кількох десятках російських міст вийшли 26 березня 2017 року на антикорупційні мітинги. Більш ніж тисяча осіб затримані правоохоронними органами під час участі у даних несанкціонованих акціях.

## Опис фільму

### Назва
Як назву для фільму взято фразу пресс-секретаря Медведєва Наталії Тімакової, яка в 2013 році в одному з інтерв'ю поскаржилалась на «побутове хамство» в соціальних мережах, яке турбує її шефа: «Я не розумію людей, які, умовно, в Facebook пишуть: „Ну, Дімон, ти молодець, зашкварив“. Він вам не „Дімон“. Він — голова уряду» (рос. Я не понимаю людей, которые, условно, в Facebook пишут: „Ну, Димон, ты молодец, зажег“. Он вам не „Димон“. Он — председатель правительства).

### Зміст
Фільм розбитий на 10 розділів, тривалість яких становить близько п'яти хвилин. У більшості епізодів мова йде про активи благодійного фонду «Дар» та пов'язані із ним компанії. Головою спостережної ради фонду є Ілля Єлисеєв — давній знайомий та однокурсник Медведєва, якого у фільмі називають ключовою довіреною особою Медведєва. Фільм вказує на те, що, з одного боку, Медведєв знайомий із керівництвом фонду та користується власністю фонду для відпочинку. А з іншого боку фонд наповнюється подарунками російських олігархів. На основі цих фактів робляться висновки, що активи фонду «Дар» та пов'язаних із ним компаній є таємною власністю Медведєва, якою він керує через довірених осіб.
- Розділ 1. «Як Медведєв попався на кросівках» (рос. Как Медведев попался на кроссовках). У розділі оповідається про те, що Медведєва кілька разів бачили в такому ж взутті та одягу, який замовляли на адресу одного із його знайомих, пов'язаного із фондом «Дар». Джерелом інформації про замовлення став злом електронної почти групою хакерів, яка відома як «Шалтай-Болтай».
- Розділ 2. «Як олігарх Усманов подарував палац на Рубльовці» (рос. Как олигарх Усманов подарил дворец на Рублёвке). Розповідь ведеться про садибу в селі Знаменське Одинцовського району Підмосков'я, яку подарував фонду «Дар» Алішер Усманов.
- Розділ 3. «Як Медведєв побудував собі секретну гірську дачу» (рос. Как Медведев построил себе секретную горную дачу). Розповідається про садибу із вертолітний майданчиком та великим банним комплексом на хребті Псехако неподалік від Красної Поляни. Наводяться відомості, що пов'язують цей об'єкт із фондом «Дар» та дозволяють висловити здогад, що Медведєв неодноразово побував у цій садибі.
- Розділ 4. «Як Медведєв побудував собі родове гніздо та агробізнес» (рос. Как Медведев построил себе родовое гнездо и агробизнес). У розділі розповідається про великий агрохолдинг, побудований у селі Мансурово Совєтського району Курської області, звідки родом батько Медведєва. Агрохолдингу належить готельний комплекс, у якому кілька разів побував Медведєв. Наводяться відомості про зв'язки агрохолдингу із фондом «Дар» та Єлисеєвим. Окрім цього, членом ради директорів агрохолдингу є особа із прізвищем Медведєв, що дає можливість висловити припущення про його родинні зв'язки з головою російського уряду.
- Розділ 5. «Як Медведєв захопився вином та потягнув за собою весь уряд» (рос. Как Медведев увлёкся вином и увлёк за собой всё правительство). Розповідається про виноградник «Скелястий берег» біля Анапи та лобіюванні Медведєвим інтересів російських виноробів. Виноградник також контролюється Єлисеєвим, а сам Медведєв допомагає прийняти ряд урядових постанов, що полегшують роботу виноробів у Росії.
- Розділ 6. «Як у фонду „Дар“ з'явились квартири на мільярд» (рос. Как у фонда „Дар“ появились квартиры на миллиард). Розповідається про покупку палацу графа Кушельова-Безбородько[6] площею 6250 м² на набережній Кутузова, будинок № 24 у Санкт-Петербурзі. У 2009 році будівлю придбала за 740 мільйонів рублів фірма Філіпа Полянського, колишнього студента Іллі Єлисеєва та одного із керівників фонду «Дар»; у 2010 році вона перешла у власність уже самого фонду. Після ремонту колишній палац став елітним будинком на 29 квартир, шість із яких належать «Дару».
- Розділ 7. «Давно очікуваний розділ про те, звідки на все це гроші» (рос. Давно назревшая глава о том, откуда на всё это деньги). Розповідається про джерела фінансування фонду «Дар». Наводяться відомості про те, що основними джерелами грошей були пожертви олігархів та кредити в Газпромбанку, заступником голови правління в якому є Ілля Єлисеєв.
- Розділ 8. «Як у Медведєва знайшлись дві яхти, записані на офшор» (рос. Как у Медведева нашлись две яхты, записанные на офшор). Дві моторні яхти, покупка яких профінансована структурами фонду «Дар» через офшори, помічені біля Плеса, на пристані садиби Міловка, та в Санкт-Петербурзі. Також знайдені непрямі ознаки перебування Медведєва на яхтах.
- Розділ 9. «Як Медведєв придбав виноградники та замок в Тоскані» (рос. Как Медведев обзавёлся виноградниками и замком в Тоскане). Виноградники та садиба в Італії, згідно із даними Навального, придбані на кредити структур фонду «Дар».
- Розділ 10. «У якому Олексій Навальний оголосить мораль та висновки (коротко)» (рос. В которой Алексей Навальный огласит мораль и выводы (коротко)).

### Матеріали, що не увійшли до фільму
На сайті проекту окрім матеріалів фільму в текстовому вигляді представлені ще кілька епізодів, які не показані у фільмі.
- Продаж Управлінням справами Президента Росії ділянки землі площею 20 гектарів неподалік села Маслово за кілька кілометрів від Рубльово-Успенського шосе. Ділянка землі була продана у 2011 році за 18 мільйонів рублів дочірній компанії фонду «Дар». За два роки з'явилалась кадастрова оцінка цього об'єкту нерухомості з елітними будівлями у 600 мільйонів рублів. У статті не вказано, чи існували якісь будівлі на ділянці в момент продажу землі Управлінням справами Президента.
- Продаж будинку відпочинку Управління справами президента «Туапсе» в селищі Ольгінка Краснодарського краю в 2011 році за 219 мільйонів рублів.
- Аукціон 2008 року з оренди на 49 років 119,8 га землі в районі півострова Дюрсо, поруч із заповідником Утриш. Згідно підсумків конкурсу право оренди отримав фонд «Дар».
- Розповідь про інтерес Медведєва до російського високотехнологічного стартапу та наступні інвестиції в стартап з боку компаній, пов'язаних із фондом «Дар».

### Музика
Саундтреком до фільму стала пісня групи «Комбинация» American Boy, під яку Медведєв танцував на зустрічі випускників у 2011 році. За словами Навального, фонд боротьби з корупцією придбав у правовласників права на її використання у фільмі.

## Суспільний резонанс
Фільм викладений у відкритий доступ на сервісі YouTube 2 березня 2017 року, та вже за перший тиждень кількість його переглядів склало більш ніж 7 мільйонів. До 19 березня це число склало більш ніж 10 мільйонів, що переважає середню аудиторію кількох програм на федеральних телеканалах. Новий сплеск інтересу до фільму спричинили акції протесту 26 березня, протягом тижня після яких кількість переглядів фільму збільшилось на 5 мільйонів. Усього ж за місяць фільм переглянули 16 мільйонів користувачів Youtube, а з урахуванням переглядів у соціальній мережі «Однокласники» сумарна аудиторія фильму наблизилась до 20 мільйонів.
Телеканал «Дождь» провів дослідження реакції ЗМІ на фільм. За його висновками, про розслідування Навального із найвідомішої іноземної преси написали The New York Times, Deutsche Welle, The Telegraph, Франс Прес. Згідно результатів аналізу телеканалу «Дождь», багато російських ЗМІ — у тому числі федеральні телеканали та ці, що раніше надавали більше уваги публікаціям Навального — публікацію цього фільму проігнорували. Також одним із висновків журналістів телеканалу стало це, що із газет, які вийшли наступного дня після публікації фільму, про розслідування написали лише два виданняя: «Ведомости» та «Новая газета». Окрім цього помічено, що з інтернет-ЗМІ матеріали про розслідування опублікували «Медиазона», Republic, «Эхо Москвы», РБК, «Царьград ТВ», Meduza, сайти «Коммерсанта» та Forbes, Life розмістив лише коментар прес-секретаря Медведєва Наталії Тимакової, та це, що про розслідування також повідомили сайти трьох найбільших російських інформагентств — «РИА Новости», ТАСС та «Интерфакс».

### Реакція влади

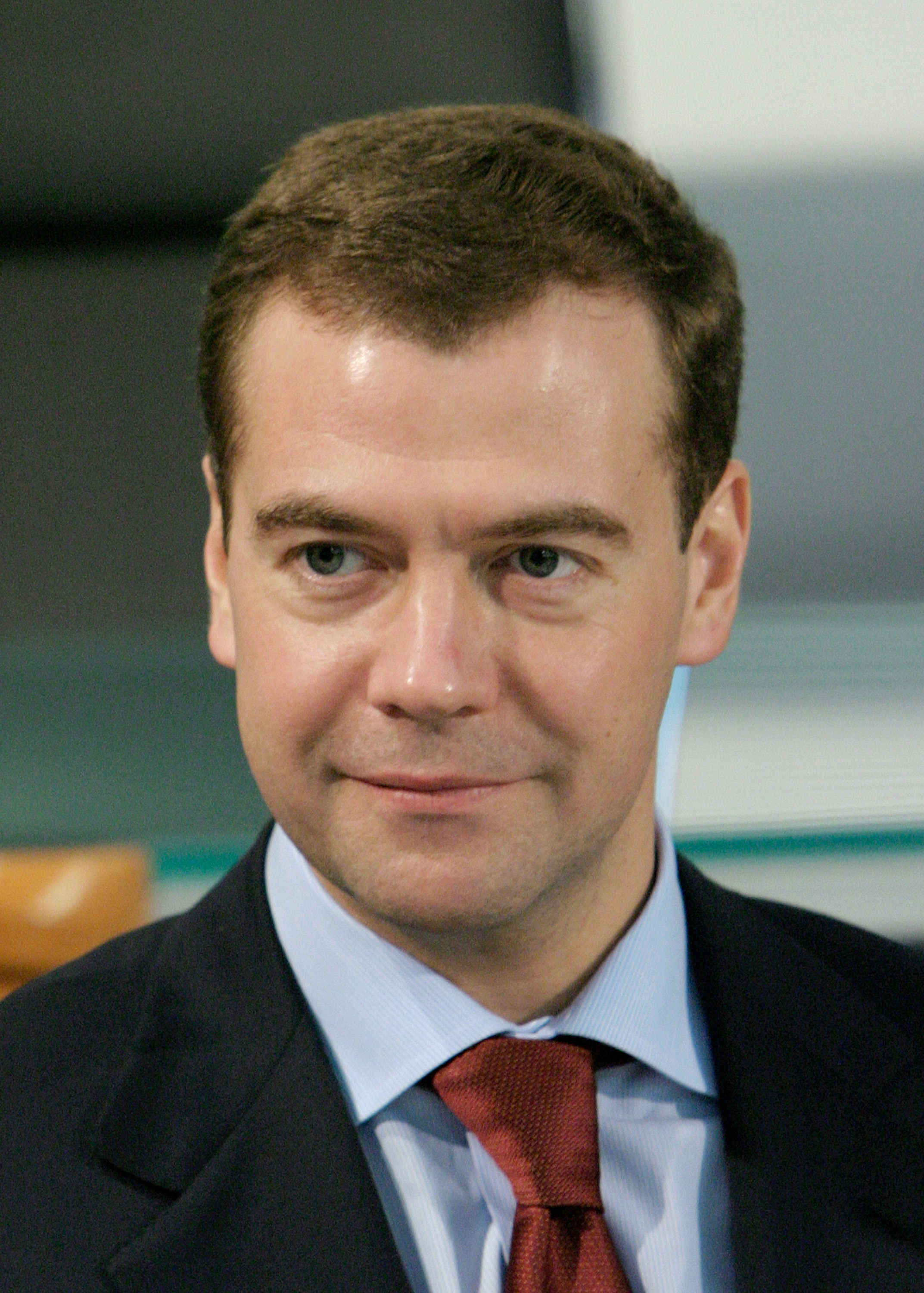
Дмитро Медведєв

Прес-секретар Медведєва Наталія Тімакова назвала фільм «передвиборчим випадом», та вважає, що коментувати «пропагандистські випади опозиційного та засудженого персонажу не має змісту». На її думку, «матеріал Навального носить яскраво виражений передвиборний характер, про що він сам повідомляє в кінці ролика» Дмитро Медведєв не прокоментував розслідування Фонду боротьби з корупцією; а 10 березня Навальний повідомив, що Медведєв заблокував його в Instagram. Прес-секретар президента Росії Дмитро Пєсков заявив, що у Кремлі не надають значення «розслідуванням» Навального, а також відзначив, що йому не має що додати до коментарів Наталії Тимакової.
Значна частина коментаторів відзначають, що російська влада утримується від обговоренняя висунутих Навальним звинувачень Медведєва у незаконному збагаченні, а замість цього використовує логічний відступ ad hominem: основна увага в обговоренн робиться не на критику викладених тверджень, а на «невідповідність» самого Навального.

### Реакція осіб, про яких є згадки у фільмі
Генеральний директор АТ «Сейм-Агро» Андрій Медведєв, який у фільмі названий двоюрідним братом Медведєва, відмовився підтвердити родинні зв'язки з головою уряду, а викладені у фільмі твердження назвав «вигадками та фольклором», і заявив, що ні він, ні його компанія ніколи не отримували допомоги від Медведєва. Заступник голови правління «Газпромбанку» Ілля Єлисеєв, якого названо у фільмі головною довіреною особою Медведєва, оголосив опубліковане розслідування інформаційним викидом, який не має під собою ніяких реальних підстав..

### Реакція політиків
Голова федерального політичного комітету партії «Яблуко» Григорій Явлінський заявив, що у випадку підтвердження матеріалів розслідування повинні піти у відставку і прем'єр, і президент Росії. Заступник голови комітету Держдуми з безпеки та протидії корупції, член «Єдиної Росії» Анатолій Виборний у свою чергу заявив, що інформація з попереднього резонансного фільму Навального, «Чайка», де в корупції звинувачувався генеральний прокурор Юрій Чайка, була якнайретельніше перевірена, унаслідок чого «жоден факт не підтвердився».
«Независимая газета» відзначила «дивне мовчання» з приводу розслідування не лише державних чиновників, а й опозиційних партій та позасистемної опозиції.

## Розслідування

### Спроба провести парламентське розслідування
17 березня 2017 года депутат Державної думи від КПРФ Валерій Рашкін звернувся до Слідчого комітету із проханням перевірити звинувачення Дмитра Медведєва в корупції, які висунуті у фільмі.
24 березня 2017 року секретар Московского міського комітету КПРФ Денис Парфенов повідомив про підготовку процедури парламентського розслідування за матеріалами фільму. Згідно вислову керівника партії Геннадія Зюганова, російська влада зобов'язана дати «чітку відповідь».
5 квітня на пленарному засіданні Державна дума відмовилась підтримати пропозицію КПРФ звернутися до правоохоронних органів та перевірити дані, представлені в розслідуванні ФБК. Голова профільного комітету Держдуми з безпеки та протидії корупції, колишній перший заступник голови Слідчого комітету РФ Василь Піскарьов висловив думку, що «розслідування» ФБК не має нічого спільного з боротьбою з корупцією та представляє собою «якийсь симбіоз бруду, фантазії, постановочних трюків та фальсифікацій із яскраво вираженим політико-провокаційним підтекстом». У КПРФ, у свою чергу, заявили, що у випадку відсутності чіткої відповіді до 19 квітня з боку Медведєва на звинувачення на його адресу, висунуті у фільмі, фракція КПРФ покине зал засідання Держдуми під час звіту голови уряду. Проте на самому засіданні 19 квітня 2017 року представники КПРФ відмовились від такого демаршу.

## Оцінки та критика
У російському відділенні міжнародної організації Transparency International загалом позитивно оцінили розслідування Навального, проте засумнівались у ролі Іллі Єлисеєва, у якій він представлений у фільмі. На думку представника організації, Єлисеєв як замголови Газпромбанку є самостійною фігурою та може бути реальним власником активів, про які згадується у розслідуванні. Там також зазначили, що з юридичної точки зору немає нічого незаконного в тому, що Медведєв користується нерухомістю некомерційних фондів. Разом із тим представник організації відзначив, що саме форма НКО «нерідко використовується корупціонерами для того, щоб сховати фінансові потоки та майно. Проблема у тому, що встановити кінцевого бенефіціара складно»
Політолог та колишній член політради Молодої гвардії «Єдиної Росії» Павло Данилін вважає, що метою публікації компроматів на Медведєва (за тиждень до Навального в газеті «Собеседник» опубліковано аналогічний матеріал-розслідування про фонд «Дар») є його виключення з політичної гонки.
Політолог та професор Московського інституту міжнародних відносин Валерій Соловей заявив, що розслідування — «плід серйозної роботи», та що фільм може використовуватися у політичній боротьбі за місце прем'єра його конкурентами та давніми недоброзичливцями. На його думку, публікуючи фільм, «Навальний діє за своєю політичною логікою. Вона прозора — компрометувати найбільш відомих представників еліти. Це спричинює: а) увагу до вас; б) якщо не паніку, то розгубленість серед еліти». За його оцінкою, Навальний діяв самостійно, хоча про створення фільму «міг знати хтось із компетентних інстанцій, проте не втручався».
Головний редактор інтернет-видання «Russiangate» Олександра Єлагіна розкритикувала фільм за відсутність згадок та посилань на першоджерела — журналістські матеріали про згадані у розслідуванні об'єкти.

## Акції протесту
14 березня Олексій Навальний, після ознайомлення із сюжетом Дмитра Кисельова, повідомив, що «без мітингу ми не обійдемося». На думку опозиціонера, відповідь уряду Росії мало кого задовільнила, і Олексій Навальний закликав своїх прихильників у різних російських містах провести 26 березня 2017 року вуличні акції. На цей заклик відгукнулись опозиційні активісти, й вони на 18 березня подали заявки на мітинги у 79 містах Росії. У подальшому, за повідомленнями опозиціонерів, акції були узгоджені з місцевою владою в 24 містах із 100 заявлених.. Після відмови на проведення акції в Москві опозиціонери заявили, що очікують та вимагають від влади пропозицій щодо інших маршрутів, та вважають, що їх заявка, на яку було дано відмову, повинна рахуватися узгодженою.. Не санкціонований органами міської влади мітинг у Владивостоку зібрав близько 1000 учасників, затримані 40 осіб, у Самарі зібралось близько 2000 учасників, 11 осіб затримані, в Тольятті зібралось близько 500 осіб, 4 осіб затримано. Найбільш масові мітинги пройшли в Волгограді, Воронежі, Єкатеринбургу, Новосибірську, Омську, Пермі, Самарі та Челябінську. У Новосибірську, за оцінкою Олексія Навального, на узгоджений мітинг прийшли близько 4 тисяч осіб. У Єкатеринбурзі на несанкціонований мітинг, за різними оцінками, прийшло від 2 до 5 тисяч осіб.
У Москві акція опозиції розпочалась у формі «протестної прогулянки» по Тверській вулиці. За даними ГУВС Москви на акцію протесту в російській столиці вийшли 7-8 тисяч осіб. Опозиція заявила про 25-30 тисяч учасників. Більш ніж тисяча мітингарів були затримані правоохоронцями під час цих несанкціонованих акцій. Організатор акції, Олексій Навальний, був затриманий через 15 хвилин після прибуття на місце, та отримав адміністративний штраф у размірі 20 тисяч рублів та 15 діб арешту за статтею 19.3 КОАП РФ за «непокору законному розпорядженню співробітника поліції».
У Санкт-Петербурзі в акції на Марсовому полі взяли участь за різними оцінками від 3 до 10 тисяч осіб. Після Марсового поля частина учасників рушила на Двірцеву площу, а пізніше на площу Повстання, де більш ніж 130 осіб були затримані поліцією.

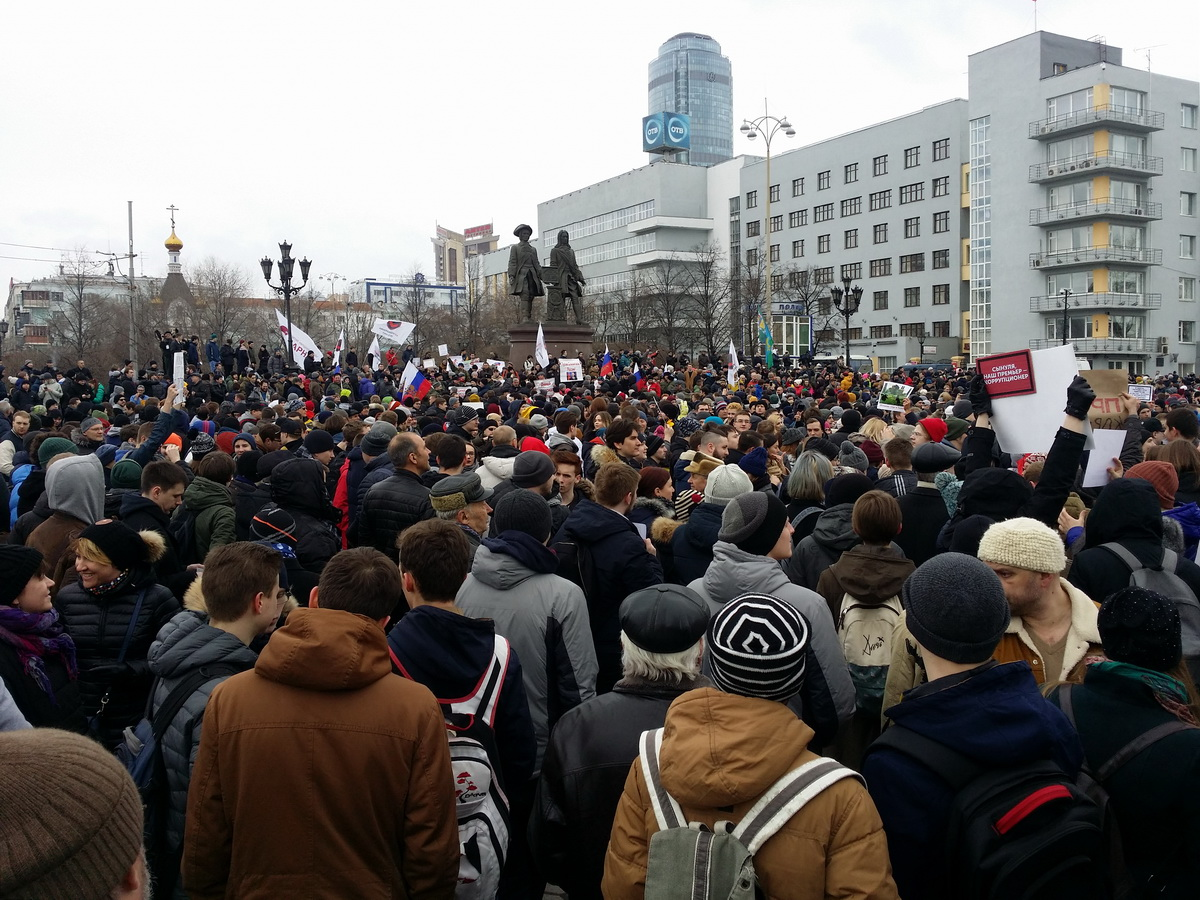
Несанкціонований мітинг на площі Праці в Єкатеринбурзі
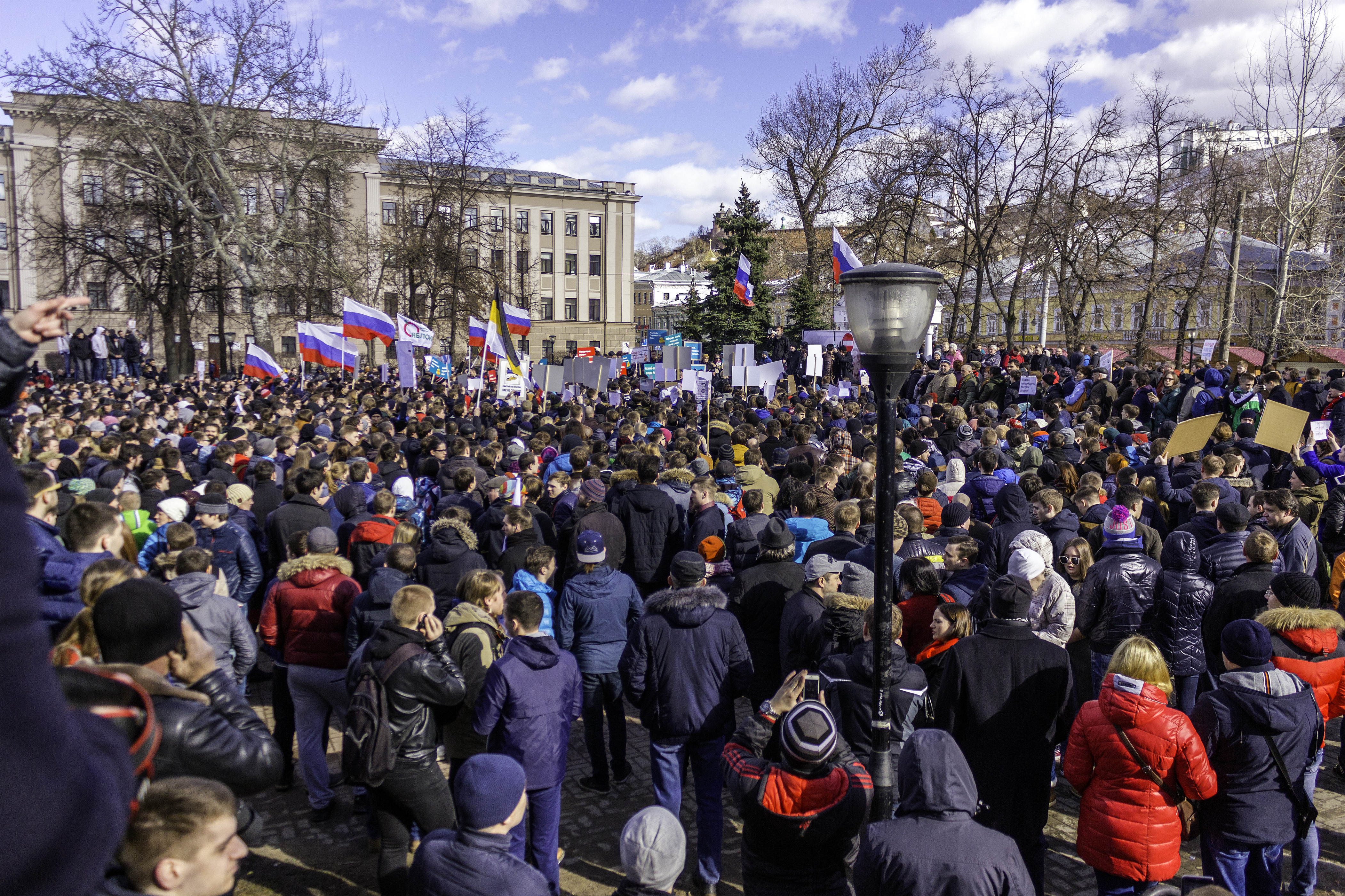
Мітинг проти корупції в Нижньому Новгороді 26 березня 2017 року.
Санкт-Петербург, Марсове поле. Мітинг 26 березня 2017 року.